# Straight Jacket
«Straight Jacket» es una canción escrita y grabada por la banda canadiense de rock Theory of a Deadman de su sexto álbum de estudio, Wake Up Call (2017). Fue producido por Martin Terefe y grabado en Kensaltown Studios de Terefe en Londres. Es el segundo sencillo oficial, después de "Rx (Medicate)". Su video musical, fue inspirado en la película estadounidense One Flew Over the Cuckoo's Nest, fue presentado tres semanas después en la lista oficial de la banda en Youtube.
El sencillo ha recibido críticas mixtas con ciertas letras y aspectos musicales percibidos como negativos por sus críticos. La pista es la canción n.º22 de la banda para entrar en el Billboard Mainstream Rock, alcanzando el número 14 en abril de 2018.

## Composición y letra
"Straight Jacket" fue coescrito por los cuatro miembros de Theory of a Deadman, quienes solicitaron la ayuda del productor sueco, Martin Terefe, para trabajar en Wake Up Call. Grabado en Kensaltown Studios de Terefe en Londres, la canción fue lanzada el 16 de enero de 2018 y promocionada con un concurso en el sitio web oficial de Theory of a Deadman en el que los participantes tendrían la oportunidad de ganar una camisa de fuerza autografiada por el banda y un paquete de mercancía.

## Vídeo musical
El vídeo musical de "Straight Jacket" se lanzó el 7 de febrero de 2018 a través de la cuenta oficial de YouTube de Theory of a Deadman. Fue dirigida por Iqbal Ahmed, se inspiró en la película estadounidense de 1975, One Flew Over the Cuckoo's Nest, centrándose en la banda en un manicomio y su escape de la institución. Connolly expresó que estaba agotado con la idea de los videos musicales basados en el rendimiento, optando por los conceptos de vídeo que implicaban una historia para "Straight Jacket" y el sencillo anterior de la banda, "Rx (Medicate)".

## Posicionamiento en lista
| Lista (2018)                   | Posiciones |
| ------------------------------ | ---------- |
| Canadá Rock (Billboard)        | 46         |
| US Mainstream Rock (Billboard) | 14         |

## Personal
- Tyler Connolly – Vocalista , Guitarra, Piano
- Dave Brenner – Guitarra principal
- Dean Back – Bajo
- Joey Dandeneau – Batería